# Teltowskie rzepki

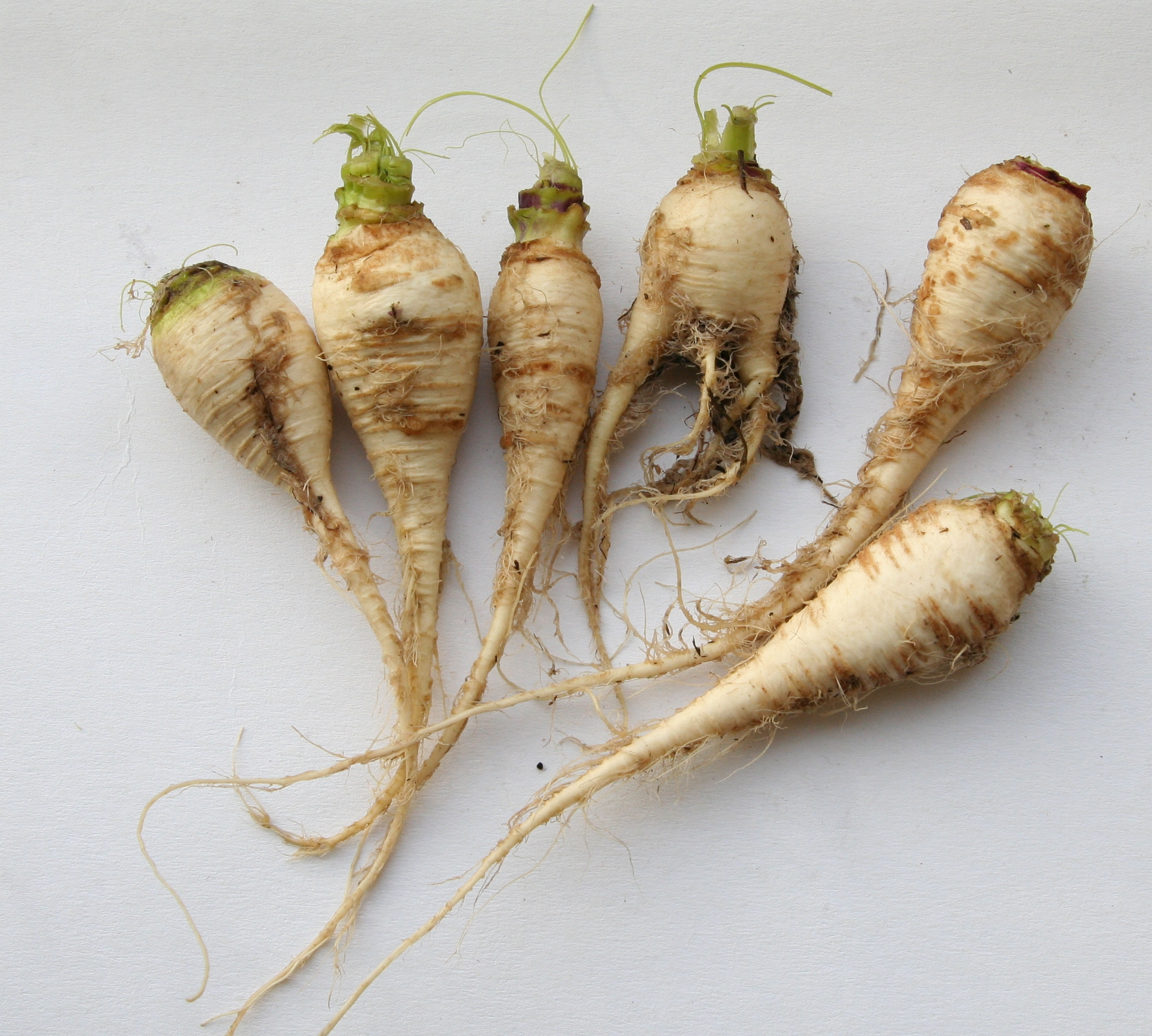
Teltowskie rzepki

Teltowskie rzepki (niem. Teltower Rübchen, Brassica rapa L. subsp. rapa f. teltowiensis) – niemiecka odmiana rzepy, wywodząca się z brandenburskiego miasta Teltow.
Ta ostra w smaku odmiana została przywieziona prawdopodobnie z Polski lub Finlandii. Największą popularność przeżywała w XVIII i XIX wieku, kiedy to uważana była za smakołyk w całych niemal Niemczech. Podawana była m.in. w poznańskich i toruńskich restauracjach. Do miłośników warzywa należeli m.in. Johann Wolfgang von Goethe oraz Immanuel Kant.
Rzepę teltowską wysiewa się bezpośrednio na polach w końcu sierpnia (druga uprawa), a zbiera w październiku. Nadaje się do spożywania bezpośredniego lub jako składnik sałatek, czy też dodatek warzywny do dań głównych. Najbardziej klasycznym sposobem podawania jest smażenie na maśle z dodatkiem karmelizowanego cukru (w całości lub po przepołowieniu). Na końcu podlewa się ją bulionem.